# 264045 Heinerklinkrad
264045 Heinerklinkrad este o planetă minoră (asteroid), cu un diametru de 3,475 km, din centura de asteroizi. A fost descoperită pe 13 septembrie 2009 la Observatorio del Teide⁠(d) de Matthias Busch⁠(d). 
Obiectul prezintă o orbită caracterizată de o semiaxă mare de 3,0722750018525 UAi, o excentricitate de 0,13, o înclinație de 12,4 ° în raport cu ecliptica.